# Lynne Fredericková
Lynne Maria Fredericková (27. července 1954 – 27. dubna 1994) byla anglická herečka a modelka, která byla v letech 1977 až 1980 čtvrtou manželkou Petera Sellerse.
Bylo jí patnáct let, když ji režisér Cornel Wilde obsadil do vědeckofantastického filmu No Blade of Grass. V historickém snímku Mikuláš a Alexandra hrála velkokněžnu Taťánu Nikolajevnu a ve filmu Jindřich VIII. a jeho šest žen Kateřinu Howardovou. V roce 1973 získala cenu Evening Standard British Film Awards pro nejlepší mladou herečku. Hlavní roli hrála ve slasheru Schizo (1976). Objevila se také ve filmech Pouť zatracených a Zajatec na Zendě (adaptace románu Anthonyho Hopea).
Po Sellersově smrti žalovala firmu Metro-Goldwyn-Mayer za neautorizované použití manželových záběrů ve filmu Stopa růžového pantera. Získala odškodné ve výši milion dolarů, promítání filmu však nezabránila. V Hollywoodu se ocitla na černé listině, závěr jejího života byl poznamenán alkoholismem, psychickými problémy a pokusy o sebevraždu. Jejím druhým manželem byl spisovatel David Frost a třetím manželem lékař Barry Unger. Zemřela v Los Angeles ve věku nedožitých čtyřiceti let.